# 圣米歇尔德桑代讷
圣米歇尔德桑代讷（法語：Saint-Michel-des-Andaines）是法国奥恩省的一个旧市镇，位于该省西南部，属于阿朗松区。该市镇总面积6.44平方公里，2009年时的人口为345人。
圣米歇尔德桑代讷已于2016年1月1日和相邻的巴尼奥勒-德洛讷合并成为了奥恩诺曼底地区巴尼奥勒。

## 人口
圣米歇尔德桑代讷人口变化图示